# Dariush Safvat
Dariush (Daryush) Safvat, in der Fachliteratur auch Dariouche Safvate (persisch داريوش صفوت, DMG Dāriyūš-e Ṣafwat, * 28. November 1928 in Schiras; † 17. April 2013 in Karadsch), war ein iranischer Setār- und Santurspieler sowie Musikwissenschaftler.
Safvat studierte bis 1953 Jura an der Universität Teheran und wurde 1965 zum Doktor für Internationales Recht in Paris promoviert. Er war Professor und von 1981 bis 1994 Dekan der Fakultät für Musik an der Universität Teheran und hatte verschiedene Funktionen beim iranischen Wissenschaftsministerium inne. Von 1969 bis 1981 leitete er das von ihm gegründete Zentrum zur Erhaltung und Verbreitung der persischen Musik (persisch مركز حفظ و اشاعهٔ موسيقى ايرانى, DMG Markaz-e ḥefẓ-o ešā‘e-ye mūsīqī-ye īrānī), aus dem Musiker wie Mohammad Reza Lotfi, Hossein Alizadeh, Hossein Omoumi, Parisa, Nasser Farhangfar, Dariush Talai, Majid Kiani und Mahmoud Farahmand hervorgingen, danach bis 1986 das Educational Center of Music. Seit 1990 war er Mitglied der Iranischen Akademie der Wissenschaften. 
Als Musiker war er zunächst Schüler seines Vaters Ali Asghar Safvat, dann von Abolhasan Saba und Haj Agha Mohammad Irani, zwei Meistern der klassischen persischen Musik. Zu seinen Schülern zählen die Santurspieler Parviz Meshkatian und Majid Kiani sowie der Setar-Meister Jalal Zolfonoun. Safvat veröffentlichte mehrere Bücher und Artikel in persischer, französischer und englischer Sprache sowie zahlreiche Musikaufnahmen. Als sein großes Vorbild sah er den persischen Richter, Philosophen, Theologen und Musiker Ostād Elahi.

## Veröffentlichungen (Auswahl)
- Dariouche Safvate/Nelly Caron: Iran, in: Les Traditions Musicales – Collection de l'Institut International d'Études Comparatives de la Musique sous le patronage du Conseil international de la Musique, Paris 1966 (frz.).